# Call of Duty: Ghosts
Call of Duty: Ghosts es un videojuego de guerra en primera persona desarrollado por Infinity Ward y distribuido por Activision. Fue lanzado el 5 de noviembre de 2013 para PC, Xbox 360, Xbox One, PlayStation 3, PlayStation 4 y Wii U.
El 7 de febrero de 2013, Activision confirmó que se estaba desarrollado un nuevo videojuego de la saga Call of Duty, su lanzamiento se produciría en el tercer trimestre de 2013.
Según el tráiler lanzado en mayo de 2013, Call of Duty: Ghosts contaría con nuevos detalles como la utilización de perros de combate y una personalización más avanzada de los personajes en el modo multijugador. Además, durante las misiones subacuáticas, se implementarán distintos tipos de peces con una inteligencia artificial mejorada, dotándolos de reflejos, por ejemplo.
Por otra parte, se confirmó que el guionista que trabajaría con Infinity Ward para la historia del juego sería Stephen Gaghan, ganador de premio de la academia por Traffic.

## Sinopsis

### Argumento
La historia del juego se ambienta en un futuro cercano cuando América del Norte se sitúa al borde del colapso. Países de América del Sur se habrían unido formando una alianza conocida como 'La Federación' con el objetivo de acabar con la hegemonía de los Estados Unidos, quienes previamente se confiaron del enemigo al considerarlos países "inferiores". Debido a ese error se ha pagado un alto precio al permitir que los Estados Unidos fueran atacados masivamente. Ahora, en un intento desesperado, América del Norte está intentando recuperar el control de la situación, para ello ha recurrido a los Ghosts.

## Misiones
| Misión                    | País                      | Localización/es                                                                            |
| ------------------------- | ------------------------- | ------------------------------------------------------------------------------------------ |
| Cuentos de Fantasmas      | -                         | San Diego, California, Estados Unidos - Estación de control de ODIN, Órbita terrestre baja |
| Un mundo nuevo            | Bandera de Estados Unidos | Los Ángeles, California - Fuerte Santa Mónica, California, Estados Unidos.                 |
| Tierra de nadie           | Bandera de Estados Unidos | 10 millas (16 km) al norte de San Diego, California, Estados Unidos.                       |
| Derribado                 | Bandera de Estados Unidos | San Diego ocupado, California, Estados Unidos.                                             |
| Homecoming                | Bandera de Estados Unidos | Fuerte Santa Mónica, California, Estados Unidos.                                           |
| Las leyendas nunca mueren | Bandera de Venezuela      | Caracas, Venezuela                                                                         |
| Día de la Federación      | Bandera de Venezuela      | Caracas, Venezuela                                                                         |
| Aves de presa             | Bandera de México         | Campos Petrolíferos de Campeche, Golfo de México                                           |
| Los cazados               | Bandera de México         | Yucatán, México                                                                            |
| Clockwork                 | -                         | Los Andes, Patagonia, Chile/Argentina.                                                     |
| Atlas cae                 | Bandera de Antártida      | Plataforma Atlas, Mar de Hoces                                                             |
| En las profundidades      |                           | Océano Atlántico (cerca de Brasil), Sudamérica                                             |
| Fin del trayecto          | Bandera de Brasil         | Norte de Río de Janeiro, Brasil                                                            |
| Ciudad del pecado         | Bandera de Estados Unidos | Las Vegas, Nevada, Estados Unidos.                                                         |
| Todo o nada               |                           | USS Liberator, Océano Pacífico (cerca de Chile)                                            |
| Lazos rotos               | Bandera de Chile          | Desierto de Atacama, Chile                                                                 |
| Loki                      |                           | Estación espacial «Loki», Órbita terrestre baja                                            |
| El cazador de Fantasmas   | Bandera de Chile          | Tren de Suministros De La Federación, Desierto De Atacama, Chile                           |

La historia inicia cuando Elias Walker cuenta a sus hijos ("Hesh" y Logan) la historia de como un puñado de soldados, después de resistir durante días a los ataques enemigos defendiendo un hospital y a sus ocupantes, se vieron reducidos a solo 15. Estos se escondieron tras los cuerpos de sus aliados caídos y esperaron el momento oportuno para atacar. La sangre de sus muertos se les pegó en el cuerpo, transformándolos. Al quedarse sin balas usaron sus cuchillos. Al acabarse el filo de estos usaron sus propias manos. El único superviviente de esta masacre alerto a sus aliados, de una fuerza tan poderosa, tan devastadora y tan silenciosa, que la única manera de explicarlo era como algo sobrenatural. Se les llamó "Ghosts". Al terminar la historia empiezan a ocurrir lo que parecen ser terremotos, pero que realidad era un ataque dirigido hacia todos los Estados Unidos. Elías va por su camioneta y sus hijos se esconden en su hogar, pero este está a punto de venirse abajo. Se entra en un flashback de hace 15 minutos y se revela que una facción llamada "La Federación" atacó la estación espacial ODIN ordenando un ataque de misiles masivo en todo el país. Dos astronautas estadounidenses, Mosley y Baker, intentan defender a ODIN de caer en manos enemigas, pero no pueden evitar que lo disparen contra los Estados Unidos. Sin otra opción, los astronautas deciden destruir la estación saboteando sus sistemas clave, la explosión mata a Mosley y causa que la estación se autodestruya. Baker luego se quema cayendo en la atmósfera de la Tierra junto con el cadáver de Mosley. Logan y Hesh escapan pero un camión de gasolina explota dejando a Logan herido. Elias los encuentra y los rescata. Entonces se ve cómo ODIN sigue enviando misiles hacia Los Ángeles.
Diez años más tarde, Estados Unidos ha luchado contra la Federación hasta un punto muerto en un frente que comprende las ciudades destruidas, también conocidas como "tierra de nadie". Logan y Hesh son parte de una unidad estadounidense comandada por Elias y durante una patrulla, descubren que un estadounidense está trabajando con la Federación, que se llama Gabriel T. Rorke. Poco después, los hermanos se reúnen con dos miembros de los Ghosts (Merrick y Keegan) que buscan a su compañero Ajax, que fue capturado por Rorke. Logan y Hesh se unen a la misión para rescatar a Ajax, pero llegan demasiado tarde para rescatarlo, y Ajax muere tras ser torturado por la Federación. Luego regresan al fuerte Santa Mónica, después de que su padre les pidiera ayuda porque están bajo ataque de la Federación. Hesh y Logan luchan por las trincheras hasta la casa de Elías, que estaba incendiándose. Al entrar, Logan es apuñalado por un enemigo escondido, antes de que este sea acribillado por Hesh. Entonces, Merrick y Keegan entran a la casa desde un helicóptero y los sacan de allí. El fuerte es tomado y, mientras que escapan en el helicóptero, Elías, que estuvo a bordo todo el tiempo, se revela como el líder de los Ghosts. Creyendo que sus hijos están listos para unirse a su unidad, Elias los recibe en los Ghosts y les cuenta que Rorke alguna vez fue su líder. Doce años antes cuando la federación amenazaba a toda Sudamérica, su líder, el general Almagro exigía ejecutar o encerrar a todos los ciudadanos nacidos en los Estados Unidos, así que enviaron una fuerza para atacar a la federación. Rorke dirigió a los Ghosts para eliminar a Almagro, y logran abordar el helicóptero en el que se estaba escapando. Durante la pelea a bordo, el helicóptero cae y, aparentemente se enreda en unos cables. Elías logra matar a Almagro justo antes. Rorke queda atrapado en los restos del helicóptero, y como este se estaba a punto de colapsar, Elias se ve obligado a soltar a Rorke, que cae aún atrapado. Creyeron que había muerto, pero en lugar de eso la Federación lo capturó, lo torturó y se volvió un traidor, y ahora está persiguiendo a sus antiguos compañeros.
Los Ghosts idean un ataque masivo para capturar a Rorke, pero mientras vuelan de regreso a casa, la Federación ataca su avión y lo rescatan. Luego, el equipo se ve obligado a aterrizar en las profundidades de la selva, donde presencian el lanzamiento de un cohete con un propósito desconocido. Una vez reunidos y rescatados, los Ghosts asaltan un laboratorio de la Federación en los Andes y obtienen datos sobre una operación clasificada en una fábrica en Río de Janeiro. Para asegurar el camino a la fábrica, los Ghosts destruyen la plataforma petrolera Atlas de la Federación ubicada en el paso Drake para atraer a la flota enemiga lejos de su objetivo y hundir el destructor restante que protege la costa brasileña. Una vez dentro de la fábrica, el equipo descubre que la Federación había diseñado ingeniería inversa de la estación ODIN y desarrollado su propio sistema de bombardeo orbital llamado LOKI. Después de destruir la fábrica, Elias y sus hijos se reagrupan en Las Vegas, pero son capturados por la Federación, y el mismo Rorke mata a Elias frente a Hesh y Logan, quienes más tarde encuentran una oportunidad para escapar.
Al darse cuenta de que una vez que la estación entre en funcionamiento serán derrotados para siempre, Estados Unidos reunió a todas las fuerzas restantes en un ataque sincronizado para destruir un centro espacial enemigo en Chile mientras un pequeño equipo de soldados aborda una lanzadera para capturar la estación LOKI. Una vez que ambos objetivos se completan, Hesh y Logan persiguen a Rorke en un tren de carga para vengar a su padre, y, cuando llegan al frente del tren y Rorke los vence, Hesh ordena que ataquen el tren desde la estación LOKI. El tren cae al agua, y mientras que se hunde Logan consigue dispararle a Rorke, pero el disparo lo atraviesa y le da a Hesh, que lo trataba de inmovilizar. La bala también lo atraviesa y rompe la ventana del tren, que se inunda rápidamente. Hesh y Logan sobreviven y llegan a la superficie, y ven cómo toda la flota de la Federación es bombardeada por LOKI, solo para descubrir después de que Rorke sobrevivió a su batalla. Logan intenta defender a su hermano herido, pero Rorke le rompe el brazo y lo secuestra, anunciando sus planes de lavarle el cerebro y matar al resto del equipo, y se lo lleva arrastrándolo por la playa. 
En una escena posterior a los créditos, se ve a Logan siendo mantenido dentro de un pozo en la jungla, posiblemente pasando los métodos que pasó Rorke.

### Facciones
Los Ghosts son la facción con la que jugaremos. Está compuesta por soldados de las Fuerzas Especiales del Ejército de los Estados Unidos. Esta facción también es jugable en el modo multijugador. Es la facción enemiga de la Federación.
La Federación es otra facción que encontraremos en el videojuego. Está compuesta por varios países de Sudamérica, con Caracas, Venezuela, como presunta capital. De acuerdo con Infinity Ward, la meta de la Federación es conseguir el superpoder, demostrándolo con su gran abundancia de recursos naturales y el ataque a la estación espacial ODIN que causaría un desastre en los Estados Unidos después de que tomaran el control del satélite. En 2023, la Federación comienza una guerra con los Estados Unidos. Esta facción también es jugable en el modo multijugador. Es la facción enemiga de los Ghosts.
Las Fuerzas Aéreas de los Estados Unidos es una facción amistosa. Esta facción también existe en la vida real.

### Modos de juego
- Duelo Por Equipos
- Reforzar
- Dominio
- Frenético
- Contra todos
- Cazado contra todos
- Blitz
- Infectado
- Baja Confirmada
- Buscar y Destruir
- Buscar y Rescatar
- Zona de lanzamiento
- Pelotón vs Pelotón
- Salvaguardia
- Juego de Guerra
- Asalto de Pelotón
- Extinción
- Guerra Terrestre (Disponible en Xbox One y en PlayStation 4)
- Juego de armas
- Táctica de equipos

## Personajes

### Ghosts
- David "Hesh" Walker: Nacido en San Diego, California, en 1999, fue el primer hijo de Elias Walker y el hermano mayor de Logan Walker. Él y su hermano decidieron unirse al ejército, siendo entrenados por su padre. Él se unió en 2017, nada más cumplir los 18 años. En su juventud, decidió ser apodado "Hesh", apodo que sería utilizado por sus compañeros durante su carrera militar. Estuvo presente cuando fue el ataque al ODIN en San Diego, su lugar de nacimiento. Su rango es sargento. Tiene un aspecto caucásico y tiene el pelo negro. También es apodado como "Dave" o "Viking Six".

- Logan Walker: Nacido en San Diego, California, después del año 1999, fue el segundo hijo de Elias Walker y el hermano menor de David "Hesh" Walker. Después de pasar unas pruebas en el campo de batalla, se unió a los Ghosts.  Es apodado "Kid" o "Viking 2".

- Riley: Es un personaje jugable que es un perro de la raza Pastor Alemán. Podrá ser controlado para buscar explosivos y para atacar a los enemigos.

- Ivan Rodríguez "James" Es un personaje no jugable del videojuego. Es un piloto de drones español de la marina de Estados Unidos. Dirige el cuerpo de drones, es comandante de alto rango.

- Neptune: Es un personaje no jugable que aparece en la misión En las profundidades ayudando a Booth y a su compañero en el buque destruido. No aparece en combate, pero ayuda a los otros dos personajes mencionados anteriormente. También aparece la misión Día de la Federación.

- Thomas Merrick: Es el comandante de campo del escuadrón Ghost. Fue la persona más joven en completar el entrenamiento de los SEAL con sólo 17 años. Su comportamiento parece a menudo frío y duro, pero hace bien su trabajo. Tiene un aspecto caucásico y tiene el pelo castaño aunque es calvo.

- Alex "Ajax" Johnson: Es un personaje no jugable que aparece en la misión Derribado y en la misión Las leyendas nunca mueren.

- Keegan P. Russ: Es un personaje miembro del escuadrón Ghost. Es el francotirador del escuadrón. Tiene un aspecto caucásico y tiene los ojos de color azul.

- Elias Walker: Es un personaje jugable miembro del escuadrón Ghost. Es disponible en la misión Legends Never Die. Es un capitán retirado del Ejército de los Estados Unidos y uno de los miembros fundadores del escuadrón Ghost. Es el padre de David "Hesh" Walker y de Logan Walker. Fue el adiestrador de Riley.

- Kick: Es un personaje no jugable miembro del escuadrón Ghost, francotirador por excelencia y operaciones encubiertas.

### Fuerzas Aéreas de los Estados Unidos
- Kyra Mosley: Es un personaje no jugable. Es una especialista de las Fuerzas Aéreas de los Estados Unidos (USAF), miembro de la tripulación de la estación espacial ODIN. Estuvo presente en la toma de posesión de la estación espacial por la "Federación" justo antes de su ataque a los Estados Unidos. Muere tras una explosión de un tanque de combustible tratando de derribar la estación.

- Baker: Es un personaje que aparece en la primera misión del videojuego. Es un miembro especialista de las Fuerzas Aéreas de los Estados Unidos (USAF) que está relacionado con la estación espacial ODIN. Él está presente en la estación espacial ODIN durante su absorción por parte de la Federación antes de que atacaran a los Estados Unidos. Muere tras derribar la estación, al quemarse cayendo en la atmósfera terrestre.

- Thompson: Es un personaje jugable miembro de las Fuerzas Aéreas de los Estados Unidos y del equipo IKARUS

- Collins: Es un personaje de apoyo miembro de las Fuerzas Aéreas de los Estados Unidos y miembro del Equipo IKARUS

### Federación Sudamericana de Países
- Diego Almagro: Es un personaje secundario y es líder de La Federación. Este aparece en la misión Las Leyendas Nunca Mueren, en la cual el escuadrón Ghosts toma la decisión de capturarlo o de matarlo.

- Gabriel Rorke: Es el antagonista principal. Es capturado en la misión Aves de Presa. Escapa en la misión Los cazados. Era miembro del escuadrón Ghost.

- Victor H. Ramos: Es un personaje no jugable del videojuego. Es un oficial de alto rango en la división científica de la Federación.

## Facciones

### Ghosts
Los Ghosts son la facción con la que jugaremos. Está compuesta por soldados de las Fuerzas Especiales del Ejército de los Estados Unidos. Esta facción también es jugable en el modo multijugador. Es la facción enemiga de la Federación.

#### Miembros
- David "Hesh" Walker
- Logan Walker
- Riley (Perro de combate)
- Iván "James"
- Neptune
- Thomas Merrick A.
- Russ Keegan
- Alex "Ajax" Jhonson
- Kick
- Elias Walker (Comandante)
- Gabriel Rorke (Exmiembro)
- Chris Greene "Torch"
- Riddian Poe "Grim"

### Federación
La Federación es otra facción que encontraremos en el videojuego. Está compuesta por varios países de Sudamérica, con Caracas, Venezuela, como capital. De acuerdo con Infinity Ward, la meta de la Federación es conseguir el superpoder, demostrándolo con su gran abundancia de recursos naturales y el ataque a la estación espacial ODIN que causaría un desastre en los Estados Unidos después de que tomaran el control del satélite. En 2017 hasta 2027, la Federación comienza una guerra con los Estados Unidos. Esta facción también es jugable en el modo multijugador. Es la facción enemiga de los Ghosts.

#### Miembros
- Diego Almagro
- Gabriel Rorke
- Victor H. Ramos

### Fuerzas Aéreas de los Estados Unidos
Las Fuerzas Aéreas de los Estados Unidos es una facción amistosa. Esta facción también existe en la vida real.

#### Miembros
- Kyra Mosley
- Baker
- Thompson
- Collins

## Sistema de juego

### Extinción
Es un modo de juego en el que los soldados humanos de la fuerza operativa "SPECTRE" se enfrentará a los alienígenas que han estado dentro del planeta. La calavera del videojuego se transforma a una calavera de un alienígena con unos ojos y una parte de la frente brillantes de color rojo. Se parece al modo zombi en Call of Duty: World at War, Call of Duty: Black Ops y Call of Duty: Black Ops 2,Call of Duty:Black Ops 3  y al modo supervivencia en Call of Duty: Modern Warfare 3. Se puede jugar en modo individual o en multijugador con distintos tipos de episodios que se agregaron en los nuevos DLCs que han sacado: "NightFall" que viene como contenido descargable junto con el DLC "OnsLaught" que esta ya está disponible para PS3 y Xbox 360, "Mayday" que viene con el DLC "Devastation" que está disponible para Xbox 360 y en PS3, "Awakenning" que viene con el DLC "Invasion" que está disponible para Xbox 360 y próximamente en PS3, "Exodus" que viene con el último DLC "Nemesis" que está disponible para Xbox 360 y próximamente en PS3.

### Multijugador
En el vídeo Behind the Scenes (Tras Bambalinas) se confirmó que el modo multijugador del Call of Duty: Ghosts no iba a ser como el de los anteriores videojuegos de la saga del Call of Duty. Los desarrolladores del videojuego confirmaron que tendría personalización de personajes, mapas dinámicos y más movimientos del jugador como deslizarse, apoyarse en las esquinas y una mejor interacción con el entorno. Mark Rubin dijo que no habría ningún botón de "apoyo", como en anteriores videojuegos, pero en cambio, se acercará a la pared, mirará al borde de la pared y apuntará hacia abajo. Los jugadores que reserven el videojuego recibirán un mapa extra llamado Free Fall.[cita requerida]

## Desarrollo

### Confirmación
El 29 de abril de 2013 la página oficial de Call of Duty confirmó el lanzamiento del videojuego mediante una aplicación web que recogía las imágenes de perfil de los usuarios.
Se lanzó un tráiler llamado Masked Warriors (Guerreros Enmascarados en español) que fue publicado el 1 de mayo de 2013 en la página y canal de YouTube oficiales de la compañía. El mismo día, se confirmó en la página de Call of Duty en Facebook que el juego aparecería en el Xbox Reveal, que tuvo lugar el 21 de mayo de 2013 y en él se mostró la sucesora de la Xbox 360, la Xbox One. El 25 de julio de 2013 se reveló la adaptación del título a Wii U, pudiéndose jugar tanto con el Wiimote como con el Gamepad, desde el que se podrán realizar algunas acciones exclusivas para esta versión del juego.

## Contenido descargable
Si se reserva el videojuego, se obtendrán un mapa "dinámico" extra llamado Free Fall y a Simon Riley ("Ghost") del Call of Duty: Modern Warfare 2 como personaje jugable para el modo multijugador. En algunas tiendas, estas bonificaciones son únicamente para algunas personas que reservaron el videojuego. El mapa "dinámico" extra Free Fall, también será obtenido si se reserva el videojuego para la Wii U o en algunas ediciones del mismo juego.
Los titulares del "Season Pass" tendrán disponibilidad para descargar cuatro DLCs, el primero de ellos llamado "Onslaught", el cual por segunda vez en la saga Call of Duty trae armas nuevas, el fusil de asalto "Maverick" y el fusil de precisión "Maverick A2", 4 nuevos mapas ( Fog, Bayview, Containment e Ignition), además el primer episodio de Extinción "Nightfall" que extenderá su narrativa en 4 capítulos. El segundo DLC "Devastation" el más nuevo en salir a la venta en el cual vendrán 4 nuevos mapas ( Ruins, Behemoth, Collision y Unearthed ), una nueva arma híbrida "Ripper" que se baja "sobre la marcha" entre un fusil de asalto y un subfusil. Además el segundo episodio de Extinción "Mayday". Los DLCs también se pueden obtener comprándolos en la "Playstation Store" o comprando "Gift Cards" que viene con códigos para canjearlos. “Invasión” el 3.er DLC traerá 4 mapas (Mutiny, Pharaoh, Favela y Departed) y el 3.er episodio de la saga de Extinción “Awakening”. Y por último está “Némesis” que trae 4 mapas (Subzero, Goldrush, Showtime y Dynasty) y el 4.º y último episodio de Extinción “Exodus”.

## Recepción
El juego tuvo una templada acogida de parte de la mayoría de medios del sector del videojuego. Gamerologies destacó en su análisis el modo Extinción y el refinamiento del modo en línea, pero criticaba duramente el estancamiento de la franquicia puntuándolo con un 7,5/10 y considerándolo el peor Call of Duty de la historia.